# Jorja Fox
Pour les articles homonymes, voir Fox.
Jorja Fox, née le 7 juillet 1968 à New York, est une actrice américaine.

## Biographie

### Origines
Sa mère est d'origine belgo-canadienne et française et son père d'origine irlando-canadienne. Elle a un frère aîné, Jeff. Elle fut découverte lors d'un concours de mannequins dans un centre commercial de Floride.
Elle est végétarienne depuis l'âge de 20 ans et milite pour les droits des animaux, elle a par ailleurs posé pour Peta.
Jorja Fox est la plus jeune fille de ses parents, elle a grandi sur une île à Melbourne Beach, en Floride.
Après avoir été élève à l’école Melbourne High School pendant deux ans, elle a commencé une carrière de mannequin après avoir remporté un concours local. Elle a ensuite fait une licence en art dramatique au Lee Strasberg Theatre Institute à New York sous la tutelle de l'acteur William Hickey.

### Carrière
Après des rôles de figurante dans plusieurs films mineurs et séries télévisées, y compris dans un épisode de 1993 New York, police judiciaire (Law and Order), Jorja a reçu ses premiers grands rôles dans les séries ; elle a joué le docteur Maggie Doyle dans les saisons 3, 4, 5 de Urgences, puis le rôle de l’agent Gina Toscano lors des saisons 1 et 2 de À la Maison-Blanche.
Jorja Fox a joué dans le film Piège dans l'espace et elle figure aussi brièvement dans Memento où elle joue l’épouse de Guy Pearce. 
En 2000, elle est devenue un des personnages de la série Les Experts dans laquelle elle incarne une scientifique de la police nommée Sara Sidle. Elle a annoncé que la saison 8 sera sa dernière. Le 15 novembre 2007, l'épisode Goodbye and good luck a marqué la fin de ses apparitions régulières dans les Experts, bien qu'elle ait refait des apparitions dans plusieurs épisodes de la saison 9.
Jorja Fox sera de retour dans un minimum de 15 épisodes dans la saison 10 des Experts. Dans la saison 11, elle devient une « guest star » récurrente et retrouve son rôle de Sara Sidle à temps plein pour la saison 12. C'est une décision prise par la production après avoir constaté la chute d'audience depuis le départ de William Petersen et l'annonce du départ de Marg Helgenberger prévu pour 2011.
Elle est cofondatrice de « Honeypot Productions », une compagnie avant-gardiste indépendante de théâtre à Los Angeles. La société a produit cinq pièces originales, quatre d'entre elles écrites par Jorja Fox. La quatrième pièce, Lovely Stanley, est une comédie sur les joueuses de bowling professionnelles. Son amie et cofondatrice Heather Reid a écrit Cher Bernard qui a contribué à la Fox Production. 
Jorja est aussi une musicienne : elle joue de la guitare (mal, dit-elle) et a récemment acheté une batterie. Elle a également écrit des chansons, notamment la chanson Lullabye pour le film accompagnateur, ainsi que la chanson Satellite qu’elle a publié sur son site officiel. Jorja et l’actrice Marg Helgenberger ont chanté Stand by Me en duo pour « Qu'est-ce qu'un Pair 4!! », un événement annuel de charité afin de recueillir des fonds pour la recherche sur le cancer du sein.
Depuis 2012, Jorja Fox est productrice de documentaires, notamment Lion Ark de Tim Phillips en 2013 qui a reçu pas moins de sept prix dans divers festivals.
En 2015, la série Les Experts est annulé par CBS, Jorja Fox joue dans les deux derniers épisodes de la série.
En 2021, une série qui est la suite directe des Experts, est commandée sous le nom de CSI: Vegas , Jorja Fox y reprend son rôle. La première saison est diffusée en 2021. Le 26 janvier 2022, on apprend qu'elle ne sera pas dans la saison 2 de la série.

## Filmographie

### Actrice
- 1989 : The Kill-Off, de Maggie Greenwald : Myra Pavlov
- 1992 : Happy Hell Night, de Brian Owens : Kappa Sig Girl
- 1992 : Summer Stories: The Mall, de John Rubinstein (téléfilm en 3 parties) : Diane Dravecki
- 1993 : Lifestories: Families in Crisis (épisode : Dead Drunk) : Maggie Glendon
- 1993 : New York Police Judiciaire (1 épisode) : Paula Engren
- 1993-1994 : Missing Persons (17 épisodes) : Officier Connie Karadzic
- 1994 : Dead Funny, de John Feldman : Fate 3
- 1995 : Jerky Boys, le film (The Jerky Boys: The Movie) de James Melkonian (en) : Lazarro's Young Lady
- 1995 : Courthouse (1 épisode) : Maureen Dawes
- 1995 : Alchemy, de Suzanne Myers (téléfilm) : Josie
- 1996-1999 : Urgences (ER), (33 épisodes) : Dr Maggie Doyle
- 1997 : Ellen (1 épisode) : La femme attirante
- 1997 : L'Antre de Frankenstein (2 épisodes) : Felicity
- 1997 : Piège dans l'espace (Velocity Trap), de Phillip J. Roth : Alice Pallas
- 1998 : How to Make the Cruelest Month, de Kip Koenig : Sarah Bryant
- 1999 : Forever Fabulous, de Werner Molinsky : Liz Guild
- 1999 : The Hungry Bachelors Club (en), de Gregory Ruzzin : Delmar Youngblood
- 2000 : Memento, de Christopher Nolan : la femme de Leonard
- 2000 : À la Maison-Blanche (5 épisodes) : Agent Gina Toscano
- 2000-2015 : Les Experts (296 épisodes) : Sara Sidle
- 2003 : Down with the Joneses de John Curry : Bev Jones
- 2005 : Next Exit de George Valdez : Terri
- 2009 : Drop Dead Diva (1 épisode) : Marianne Neely
- 2010 : Accidental Icon: The Real Gidget Story de Brian Gillogly : Narratrice
- 2011 : 3 Weeks to Daytona de Bret Stern : Cheryl
- 2013 : Lion Ark (documentaire) de Tim Phillips : Elle-même
- 2015 : Les Experts (téléfilm final) : Sara Sidle
- 2018 : Chiefs (téléfilm) : Vicky
- 2021 : The Map of Tiny Perfect Things de Ian Samuels
- 2021 : Les Experts : Vegas : Sara Sidle

### Productrice
- 2012 : How I Became an Elephant (documentaire) de Tim Gorski et Synthian Sharp
- 2013 : Lion Ark (documentaire) de Tim Phillips
- 2014 : Extinction Soup (documentaire) de Philip Waller
- 2017 : Roll With Me (documentaire) de Lisa France

## Voix françaises

### En France
- Laurence Dourlens dans :
  - Les Experts (série télévisée)
  - Drop Dead Diva (série télévisée)
- Nathalie Spitzer dans Urgences (série télévisée)